# Anthobolus filifolius
Anthobolus filifolius är en tvåhjärtbladig växtart som beskrevs av Robert Brown. Anthobolus filifolius ingår i släktet Anthobolus och familjen Opiliaceae. Inga underarter finns listade i Catalogue of Life.